# Centromerus valkanovi
Centromerus valkanovi là một loài nhện trong họ Linyphiidae.
Loài này thuộc chi Centromerus. Centromerus valkanovi được miêu tả năm 1983 bởi Deltshev.